# Réka Bordás
Réka Bordás (født 26. september 1997) er en kvindelig ungarsk håndboldspiller som spiller for Debreceni VSC i den ungarske Nemzeti Bajnokság I og Ungarns kvindehåndboldlandshold.
Hun repræsenterede Ungarn, da hun var blandt de udvalgte i landstræner Gábor Eleks endelige trup ved Sommer-OL 2020 i Tokyo.,  Hun var med i bruttotruppen ved VM i kvindehåndbold 2019 i Japan.